# Ines Bedeschi
Ines Bedeschi, nome di battaglia "Bruna" (Conselice, 31 agosto 1914 – Mezzano Rondani, 28 marzo 1945), è stata una partigiana italiana, medaglia d'oro al valor militare.

## Biografia
Nata in una famiglia di agricoltori e dedita alle attività agricole, dopo l'Armistizio di Cassibile partecipa attivamente nelle file della Resistenza emiliana rendendo la sua casa un punto di riferimento per i partigiani locali. Nel 1944 entra a far parte del CUMER (Comando Unificato Militare Emilia-Romagna) con il ruolo di staffetta (insieme anche ad Enrichetta Cabassa) portando a termine, sin quasi alla Liberazione, numerosi e delicati incarichi di fiducia. I suoi incarichi prevedevano anche i collegamenti tra il Comitato di Liberazione, i partiti clandestini e i comandi partigiani regionali.
Durante una missione, a poche settimane dalla Liberazione, il 23 febbraio 1945 viene catturata dai nazisti che, dopo averla barbaramente torturata senza ottenere alcuna confessione, la fucilano il 28 marzo per poi gettare il suo corpo nel fiume Po a Colorno in località Mezzano Rondani (in prossimità del fiume il comune di Colorno ha posto un cippo commemorativo). Con lei vengono fucilati anche i partigiani Gavino Cherchi e Alceste Benoldi.

## La lapide

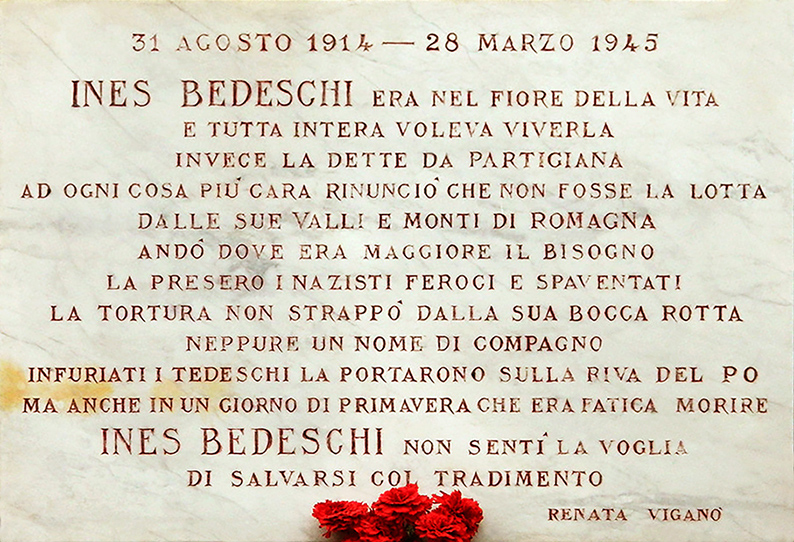
Lapide commemorativa a Ines Bedeschi

A Conselice è visibile in Corso Garibaldi una lapide a lei dedicata il cui testo è stato redatto dalla partigiana e scrittrice Renata Viganò.
(Renata Viganò)

## Onorificenze
L'11 settembre 1968 con Decreto Presidenziale le viene concessa la medaglia d'oro.